# Sergentomyia afghanica
Sergentomyia afghanica är en tvåvingeart som beskrevs av Mikhail Mikhailovich Artemiev 1974. Sergentomyia afghanica ingår i släktet Sergentomyia och familjen fjärilsmyggor.
Artens utbredningsområde är Afghanistan. Inga underarter finns listade i Catalogue of Life.